# Probles tenuicornis
Probles tenuicornis är en stekelart som beskrevs av Horstmann 1981. Probles tenuicornis ingår i släktet Probles och familjen brokparasitsteklar. Inga underarter finns listade i Catalogue of Life.